# Heojil gyeolsim
Heojil gyeolsim (hangul: 헤어질 결심; hanja: 헤어질 決; inglês: Decision To Leave; português: Decisão de Partir) é um longa metragem de mistério e romance sul-coreano de 2022 produzido, co-escrito e dirigido por Park Chan-wook, protagonizado por Tang Wei e Park Hae-il.
Em abril de 2022, foi selecionado como concorrente a Palma de Ouro no Festival de Cinema de Cannes de 2022, no qual Park Chan-wook venceu o prêmio de Melhor Diretor. Decision to Leave foi lançado nos cinemas em 29 de junho de 2022 na Coreia do Sul, e foi selecionado como representante sul-coreano ao prêmio de Melhor Filme Internacional na cerimônia do 95.ª Oscar, sendo classificado na lista de preliminar em dezembro. Também foi eleito um dos 5 melhores filmes internacionais de 2022 pela National Board of Review.

## Enredo
O detetive Hae-Jun, que sofre de insônia, trabalha em Busan e só vê sua esposa, Jung-An, uma trabalhadora da usina nuclear que reside em Ipo, uma vez por semana. Hae-Jun e seu parceiro, Soo-Wan, se deparam com um caso em que um oficial aposentado da imigração, Ki Do Soo, é encontrado morto aos pés de uma montanha que costumava escalar. Eles entrevistam sua esposa, Seo-Rae, muito mais jovem do que ele, uma imigrante da China que trabalha como cuidadora de idosos. Eles suspeitam que ela tenha relação com a morte do marido por causa de sua falta de demonstração de luto, um arranhão em sua mão, hematomas em suas pernas e torso, e uma tatuagem das iniciais de Ki, do mesmo modo que ele marcava seus outros pertences.
Hae-Jun realiza mais entrevistas com Seo-Rae e fica de tocaia fora do prédio de apartamentos de Seo-Rae, apaixonando-se por ela no processo. Seo-Rae o observa do lado de fora do prédio e acompanha uma de suas outras investigações. A idosa que Seo-Rae cuda às segundas-feiras diz que ela estava com ela no dia em que Ki morreu, e imagens de câmera são encontradas mostrando Seo-Rae do lado de fora da casa de sua cliente pouco antes do horário da morte de Ki. Questionada sobre seu passado, Seo-Rae admite que na China matou sua mãe com pílulas de fentanil; sua mãe estava em estágio terminal e pediu que ela fizesse isso. Antes de morrer, ela disse a Seo-Rae para ir para a Coreia e escalar a montanha que seu avô coreano, um lutador pela independência na Manchúria, havia deixado para ela. Seo-Rae dá a Hae-Jun cartas escritas por Ki admitindo ser corrupto, incluindo uma carta enviada a um subordinado que Hae-Jun interpreta como uma carta de suicídio. Hae-Jun conclui que a morte foi um suicídio, apesar das dúvidas de Soo-Wan, e informa Seo-Rae que ela não é mais uma suspeita.
Seo-Rae e Hae-Jun têm um encontro em um templo budista, visitam as casas um do outro e se aproximam. Durante uma visita ao apartamento de Hae-Jun, Seo-Rae queima as fotos de evidência do caso de seu marido, argumentando que a insônia de Hae-Jun é causada pelos casos que o assombram. Um dia, substituindo Seo-Rae com sua cliente de segunda-feira, Hae-Jun descobre que Seo-Rae e a cliente têm o mesmo modelo de celular, e que a cliente tem demência e não sabe o dia da semana. No celular da cliente, ele vê que a mulher confinada em casa aparentemente subiu 138 lances de escadas no dia da morte de Ki. Hae-Jun percebe que Seo-Rae trocou de celular com sua cliente e depois subiu a montanha para empurrar Ki, resultando em seus hematomas e arranhões. Confrontando Seo-Rae em seu apartamento, ele conclui que ela também forjou a carta de suicídio e, para sua consternação, a acusa de se aproximar dele apenas para destruir as evidências. Hae-Jun diz a Seo-Rae que ela destruiu seu orgulho em seu trabalho e que, desde que a conheceu, ele ficou "dilacerado"; no entanto, ele diz a ela que encobriu a evidência e, antes de sair, a instrui a jogar o celular comprometedor no mar.
Treze meses depois, Hae-Jun mudou-se para Ipo para morar com Jung-An depois de desenvolver depressão e insônia mais severa. No mercado de peixes com Jung-An, ele encontra Seo-Rae com seu novo marido Im Ho-Shin, um investidor de negócios. No dia seguinte, Ho-Shin é encontrado morto na piscina de sua mansão. Hae-Jun assume o caso e está convencido de que Seo-Rae é a culpada. Ela admite apenas ter esvaziado a piscina para que Hae-Jun não fosse perturbado pelo sangue. Sa Cheol-Seong, um imigrante chinês, logo confessa ter matado Ho-Shin por vingança por este ter levado sua falecida mãe à falência. Sa nega que Seo-Rae tenha desempenhado algum papel e revela que havia instalado um rastreador no telefone de Seo-Rae para encontrar onde Ho-Shin morava.
Hae-Jun confronta Seo-Rae na montanha que seu avô deixou para ela. Ela alcança Hae-Jun na beira da montanha e o abraça. Seo-Rae revela que manteve o telefone com a evidência incriminatória do caso de Ki e propõe que ele o use como uma maneira de reabrir a investigação. Eles se beijam apaixonadamente. Jung-An deixa Hae-Jun quando ele volta para casa, suspeitando de seu caso extraconjugal.
No dia seguinte, Hae-Jun descobre por Sa que Seo-Rae visitou a mãe de Sa no hospital no dia em que ela morreu. Ele conclui que Seo-Rae deu à mãe as últimas pílulas de fentanil que tinha em sua posse, sabendo que Sa mataria Ho-Shin assim que sua mãe morresse. Hae-Jun rastreia o telefone de Seo-Rae via o rastreador que Sa instalou e a persegue até uma praia. Por telefone, ela lhe conta que Ho-Shin descobriu uma gravação de telefone onde Hae-Jun disse a Seo-Rae que a amava, e que Ho-Shin planejava expor seu relacionamento com o detetive. Hae-Jun não se lembra de ter dito a Seo-Rae que a amava, embora ela diga que começou a amá-lo quando ele parou de amá-la. Na praia, ele encontra o carro vazio dela e o celular, que contém a gravação de suas instruções para Seo-Rae destruir o telefone com evidências do caso de Ki. Mais adiante na praia, Seo-Rae escava uma cova na areia e entra nela enquanto a maré sobe, deixando-a se afogar e ser enterrada. Hae-Jun chega à praia e não consegue encontrar Seo-Rae, sem saber que ela está enterrada na areia debaixo dele. Ele procura desesperadamente por ela e chora em angústia.

## Elenco
- Tang Wei como Song Seo-rae
- Park Hae-il como Det. Jang Hae-jun
- Lee Jung-hyun como Jung-an
- Go Kyung-pyo como Soo-wan
- Park Yong-woo como Im Ho-shin
- Kim Shin-young como Yeon-su[8]
- Jung Yi-seo como Yoo Mi-ji[9]
- Jung Young-Sook como Granny Hae Dong[10]
- Yoo Seung-mok como Ki Do-soo[11]
- Park Jeong-min como San-oh[12]
- Seo Hyun-woo como Sa Cheol-seong "Slappy"[12]
- Teo Yoo como Diretor Lee[12]
- Go Min-si como Shaman[12]
- Lee Hak-joo como Lee Ji-gu[11]
- Jeong Ha-dam como Oh Ga-in[13]
- Choi Dae-hoon como médico da clínica de sono[14]
- Joo In-young como diretor de empresa cuidadora
- Jung So-ri como "Oppa"

## Produção
O filme é produzido pela Moho Film e é financiado e distribuído pela CJ Entertainment. As filmagens iniciaram em outubro de 2020.

## Lançamento
Decision to Leave foi selecionado para concorrer à Palma de Ouro no Festival de Cinema de Cannes de 2022, realizado de 17 a 28 de maio de 2022. Foi exibido pela primeira vez no Lumière Grand Theatre em 23 de maio de 2022 e posteriormente lançado nos cinemas na Coreia do Sul em 29 de junho de 2022. Conforme a CJ E&M, o filme foi vendido a 192 países antes de sua estreia na competição em Cannes.
Em abril de 2022, o serviço de streaming Mubi adquiriu os direitos de lançamento do filme na América do Norte, Reino Unido e Irlanda, Índia e Turquia, para ser transmitido após seu lançamento nos cinemas no final do ano.
O filme teve sua estreia na América do Norte no Festival Internacional de Cinema de Toronto em setembro de 2022, e sua estreia nos Estados Unidos no Fantastic Fest Film Festival ocorrido no mesmo mês. Foi lançado nos cinemas nos Estados Unidos e no Reino Unido em 14 de outubro de 2022 e na Austrália na mesma semana.
No Brasil, o filme estreou no Festival do Rio em 10 de Outubro de 2022, com a previsão de lançamento nas de cinema brasileiras previstas para 5 de Janeiro de 2023. Já em Portugal, o longa teve sua estreia no Lisbon & Sintra Film Festival em 19 de Novembro de 2022.

## Recepção

### Bilheteria
O filme foi lançado em 29 de junho de 2022 em 1.374 telas. Ele estreou em primeiro lugar nas bilheterias coreanas com 114.592 ingressos vendidos. Em 13 de julho, com apenas duas semanas de lançamento, o filme ultrapassou 1 milhão de espectadores acumulados.
Desde 15 de outubro de 2022, é o 8º filme coreano de maior bilheteria de 2022, com uma receita bruta de US$13.574.873 e 1.884.394 ingressos vendidos.

### Resposta da Crítica
No Rotten Tomatoes, 94% das 185 críticas são positivas, com uma nota média de 8,3/10. O consenso dos críticos do site diz "Se Decision to Leave não está no mesmo nível das obras-primas de Park Chan-wook, este thriller romântico ainda é uma conquista notável por qualquer outra métrica". O Metacritic atribuiu ao filme uma pontuação média ponderada de 84 em 100 com base em 44 críticas, indicando uma "aclamação universal".

### Prêmios e Menções Honrosas
| Prêmios                                                       | Ano  | Categoria                                                  | Destinatários e Candidatos       | Resultado | Ref.          |
| ------------------------------------------------------------- | ---- | ---------------------------------------------------------- | -------------------------------- | --------- | ------------- |
| Alliance of Women Film Journalists                            | 2023 | Melhor Filme em Língua Não Inglesa                         | Decision to Leave                | Venceu    | [ 33 ]        |
| Asia Pacific Screen Awards                                    | 2022 | Melhor Roteiro                                             | Park Chan-wook, Jeong Seo-kyeong | Indicado  | [ 34 ]        |
| Asian Film Awards                                             | 2023 | Melhor Filme                                               | Decision to Leave                | Indicado  | [ 35 ]        |
| Asian Film Awards                                             | 2023 | Melhor Diretor                                             | Park Chan-wook                   | Indicado  | [ 35 ]        |
| Asian Film Awards                                             | 2023 | Melhor Ator                                                | Park Hae-il                      | Indicado  | [ 35 ]        |
| Asian Film Awards                                             | 2023 | Melhor Atriz                                               | Tang Wei                         | Venceu    | [ 35 ]        |
| Asian Film Awards                                             | 2023 | Melhor Roteiro                                             | Jhung Seo-kyung, Park Chan-wook  | Venceu    | [ 35 ]        |
| Asian Film Awards                                             | 2023 | Melhor Montagem                                            | Kim Sang-bum                     | Indicado  | [ 35 ]        |
| Asian Film Awards                                             | 2023 | Melhor Cinematografia                                      | Kim Ji-yong                      | Indicado  | [ 35 ]        |
| Asian Film Awards                                             | 2023 | Melhor Trilha Sonora                                       | Jo Yeong-wook                    | Indicado  | [ 35 ]        |
| Asian Film Awards                                             | 2023 | Melhor Direção de Arte                                     | Ryu Seong-hie                    | Venceu    | [ 35 ]        |
| Asian Film Awards                                             | 2023 | Melhor Som                                                 | Kim Suk-won                      | Indicado  | [ 35 ]        |
| Asian Journalists Association                                 | 2022 | Prêmio AJA                                                 | Park Hae-il                      | Venceu    | [ 36 ]        |
| Austin Film Critics Association                               | 2023 | Melhor Diretor                                             | Park Chan-wook                   | Indicado  | [ 37 ]        |
| Austin Film Critics Association                               | 2023 | Melhor Filme Internacional                                 | Decision to Leave                | Venceu    | [ 37 ]        |
| BAFTA                                                         | 2023 | Melhor Direção                                             | Park Chan-wook                   | Indicado  | [ 38 ]        |
| BAFTA                                                         | 2023 | Melhor Filme em Língua não Inglesa                         | Decision to Leave                | Indicado  | [ 38 ]        |
| Blue Dragon Film Awards                                       | 2022 | Melhor Ator                                                | Park Hae-il                      | Venceu    | [ 39 ] [ 40 ] |
| Blue Dragon Film Awards                                       | 2022 | Melhor Atriz                                               | Tang Wei                         | Venceu    | [ 39 ] [ 40 ] |
| Blue Dragon Film Awards                                       | 2022 | Melhor Diretor                                             | Park Chan-wook                   | Venceu    | [ 39 ] [ 40 ] |
| Blue Dragon Film Awards                                       | 2022 | Melhor Filme                                               | Decision to Leave                | Venceu    | [ 39 ] [ 40 ] |
| Blue Dragon Film Awards                                       | 2022 | Melhor Música                                              | Jo Yeong-wook                    | Venceu    | [ 39 ] [ 40 ] |
| Blue Dragon Film Awards                                       | 2022 | Melhor Roteiro                                             | Park Chan-wook, Jeong Seo-kyeong | Venceu    | [ 39 ] [ 40 ] |
| Blue Dragon Film Awards                                       | 2022 | Prêmio Estrela Popular                                     | Go Kyung-pyo                     | Venceu    | [ 39 ] [ 40 ] |
| Blue Dragon Film Awards                                       | 2022 | Melhor Direção de Arte                                     | Ryu Seong-hee                    | Indicado  | [ 39 ] [ 40 ] |
| Blue Dragon Film Awards                                       | 2022 | Melhor Cinematografia                                      | Kim Ji-yong, Shin Sang-yeol      | Indicado  | [ 39 ] [ 40 ] |
| Blue Dragon Film Awards                                       | 2022 | Melhor Montagem                                            | Kim Sang-beom                    | Indicado  | [ 39 ] [ 40 ] |
| Blue Dragon Film Awards                                       | 2022 | Melhor Nova Atriz                                          | Kim Shin-young                   | Indicado  | [ 39 ] [ 40 ] |
| Blue Dragon Film Awards                                       | 2022 | Melhor Ator Coadjuvante                                    | Go Kyung-pyo                     | Indicado  | [ 39 ] [ 40 ] |
| Blue Dragon Film Awards                                       | 2022 | Melhor Atriz Coadjuvante                                   | Lee Jung-hyun                    | Indicado  | [ 39 ] [ 40 ] |
| Blue Dragon Film Awards                                       | 2022 | Prêmio Têcnico                                             | Kwak Jeong-ae                    | Indicado  | [ 39 ] [ 40 ] |
| Boston Society of Film Critics                                | 2022 | Melhor Montagem                                            | Kim Sang-bum                     | Venceu    | [ 41 ]        |
| British Independent Film Awards                               | 2022 | Melhor Filme Internacional Independente                    | Park Chan-Wook, Chung Seo-Kyung  | Indicado  | [ 42 ]        |
| Buil Film Awards                                              | 2022 | Melhor Ator                                                | Park Hae-il                      | Venceu    | [ 43 ] [ 44 ] |
| Buil Film Awards                                              | 2022 | Melhor Atriz                                               | Tang Wei                         | Venceu    | [ 43 ] [ 44 ] |
| Buil Film Awards                                              | 2022 | Melhor Cinematografia                                      | Kim Ji-yong                      | Venceu    | [ 43 ] [ 44 ] |
| Buil Film Awards                                              | 2022 | Melhor Filme                                               | Decision to Leave                | Venceu    | [ 43 ] [ 44 ] |
| Buil Film Awards                                              | 2022 | Melhor Música                                              | Jo Yeong-wook                    | Venceu    | [ 43 ] [ 44 ] |
| Buil Film Awards                                              | 2022 | Arte e Tecnologia                                          | Ryu Seong-Hie                    | Indicado  | [ 43 ] [ 44 ] |
| Buil Film Awards                                              | 2022 | Melhor Diretor                                             | Park Chan-wook                   | Indicado  | [ 43 ] [ 44 ] |
| Buil Film Awards                                              | 2022 | Melhor Roteiro                                             | Jeong Seo-kyeong, Park Chan-wook | Indicado  | [ 43 ] [ 44 ] |
| Busan Film Critics Awards                                     | 2022 | Melhor Ator                                                | Park Hae-il                      | Venceu    | [ 45 ]        |
| Cannes Film Festival                                          | 2022 | Melhor Diretor                                             | Park Chan-wook                   | Venceu    | [ 17 ]        |
| Cannes Film Festival                                          | 2022 | Palme d'Or                                                 | Decision to Leave                | Indicado  | [ 17 ]        |
| Chicago Film Critics Association                              | 2022 | Melhor Cinematografia                                      | Kim Ji-Yong                      | Venceu    | [ 46 ] [ 47 ] |
| Chicago Film Critics Association                              | 2022 | Melhor Diretor                                             | Park Chan-wook                   | Indicado  | [ 46 ] [ 47 ] |
| Chicago Film Critics Association                              | 2022 | Melhor Montagem                                            | Kim Sang-beom                    | Indicado  | [ 46 ] [ 47 ] |
| Chicago Film Critics Association                              | 2022 | Melhor Filme                                               | Decision to Leave                | Indicado  | [ 46 ] [ 47 ] |
| Chicago Film Critics Association                              | 2022 | Best Foreign Language Film                                 | Decision to Leave                | Venceu    | [ 46 ] [ 47 ] |
| Chunsa Film Art Awards                                        | 2022 | Melhor Ator                                                | Park Hae-il                      | Venceu    | [ 48 ] [ 49 ] |
| Chunsa Film Art Awards                                        | 2022 | Melhor Atriz                                               | Tang Wei                         | Venceu    | [ 48 ] [ 49 ] |
| Chunsa Film Art Awards                                        | 2022 | Melhor Diretor                                             | Park Chan-wook                   | Venceu    | [ 48 ] [ 49 ] |
| Chunsa Film Art Awards                                        | 2022 | Melhor Roteiro                                             | Jeong Seo-kyung                  | Indicado  | [ 48 ] [ 49 ] |
| Chunsa Film Art Awards                                        | 2022 | Prêmio Técnico                                             | Kim Ji-yong                      | Indicado  | [ 48 ] [ 49 ] |
| Cine21 Awards                                                 | 2022 | Ator do Ano                                                | Park Hae-il                      | Venceu    | [ 50 ]        |
| Cine21 Awards                                                 | 2022 | Atriz do Ano                                               | Tang Wei                         | Venceu    | [ 50 ]        |
| Critics' Choice Movie Awards                                  | 2023 | Melhor Filme em Língua Estrangeira                         | Decision to Leave                | Indicado  | [ 51 ]        |
| Critics Choice Awards Cinema e televisão do Pacífico Asiático | 2022 | Prêmio de Diretor                                          | Park Chan-wook                   | Venceu    | [ 52 ]        |
| Dallas–Fort Worth Film Critics Association                    | 2022 | Melhor Filme em Língua Estrangeira                         | Decision to Leave                | Venceu    | [ 53 ]        |
| Florida Film Critics Circle                                   | 2022 | Melhor Ator                                                | Park Hae-il                      | Vice      | [ 54 ] [ 55 ] |
| Florida Film Critics Circle                                   | 2022 | Melhor Atriz                                               | Tang Wei                         | Vice      | [ 54 ] [ 55 ] |
| Florida Film Critics Circle                                   | 2022 | Melhor Diretor                                             | Park Chan-wook                   | Venceu    | [ 54 ] [ 55 ] |
| Florida Film Critics Circle                                   | 2022 | Melhor Cinematografia                                      | Kim Ji-yong                      | Venceu    | [ 54 ] [ 55 ] |
| Florida Film Critics Circle                                   | 2022 | Melhor Filme em Língua Estrangeira                         | Decision to Leave                | Venceu    | [ 54 ] [ 55 ] |
| Florida Film Critics Circle                                   | 2022 | Melhor Roteiro Original                                    | Park Chan-wook, Jeong Seo-Gyeong | Venceu    | [ 54 ] [ 55 ] |
| Florida Film Critics Circle                                   | 2022 | Melhor Filme                                               | Decision to Leave                | Vice      | [ 54 ] [ 55 ] |
| Georgia Film Critics Association                              | 2023 | Melhor Ator                                                | Park Hae-il                      | Indicado  | [ 56 ]        |
| Georgia Film Critics Association                              | 2023 | Melhor Atriz                                               | Tang Wei                         | Indicado  | [ 56 ]        |
| Georgia Film Critics Association                              | 2023 | Melhor Diretor                                             | Park Chan-wook                   | Indicado  | [ 56 ]        |
| Georgia Film Critics Association                              | 2023 | Melhor Filme Internacional                                 | Decision to Leave                | Vice      | [ 56 ]        |
| Georgia Film Critics Association                              | 2023 | Melhor Filme                                               | Decision to Leave                | Indicado  | [ 56 ]        |
| Golden Cinematography Awards                                  | 2022 | Melhor Diretor                                             | Park Chan-wook                   | Venceu    | [ 57 ]        |
| Golden Cinematography Awards                                  | 2022 | Melhor Ator                                                | Park Hae-il                      | Venceu    | [ 57 ]        |
| Golden Cinematography Awards                                  | 2022 | Melhor Atriz                                               | Tang Wei                         | Venceu    | [ 57 ]        |
| Golden Globe Awards                                           | 2023 | Melhor Filme - Língua Estrangeira                          | Decision to Leave                | Indicado  | [ 58 ]        |
| Gotham Independent Film Awards                                | 2022 | Melhor Filme Internacional                                 | Decision to Leave                | Indicado  | [ 59 ]        |
| Grand Bell Awards                                             | 2022 | Melhor Ator                                                | Park Hae-il                      | Venceu    | [ 60 ]        |
| Grand Bell Awards                                             | 2022 | Melhor Filme                                               | Decision to Leave                | Venceu    | [ 60 ]        |
| Grand Bell Awards                                             | 2022 | Melhor Roteiro                                             | Park Chan-wook, Jeong Seo-kyeong | Venceu    | [ 60 ]        |
| Grand Bell Awards                                             | 2022 | Melhor Atriz                                               | Tang Wei                         | Indicado  | [ 61 ]        |
| Grand Bell Awards                                             | 2022 | Melhor Direção de Arte                                     | Ryu Seong-hee                    | Indicado  | [ 61 ]        |
| Grand Bell Awards                                             | 2022 | Melhor Cinematografia                                      | Kim Ji-young                     | Indicado  | [ 61 ]        |
| Grand Bell Awards                                             | 2022 | Melhor Figurino                                            | Kwak Jeong-ae                    | Indicado  | [ 61 ]        |
| Grand Bell Awards                                             | 2022 | Melhor Diretor                                             | Park Chan-wook                   | Indicado  | [ 61 ]        |
| Grand Bell Awards                                             | 2022 | Melhor Montagem                                            | Kim Sang-beom                    | Indicado  | [ 61 ]        |
| Grand Bell Awards                                             | 2022 | Melhor Iluminação                                          | Shin Sang-yeol                   | Indicado  | [ 61 ]        |
| Grand Bell Awards                                             | 2022 | Melhor Música                                              | Jo Yeong-wook                    | Indicado  | [ 61 ]        |
| Hollywood Critics Association Awards                          | 2023 | Melhor Diretor                                             | Park Chan-wook                   | Indicado  | [ 62 ]        |
| Hollywood Critics Association Awards                          | 2023 | Melhor Filme Internacional                                 | Decision to Leave                | Indicado  | [ 62 ]        |
| Hollywood Critics Association Creative Arts Awards            | 2023 | Melhor Montagem                                            | Kim Sang-bum                     | Indicado  | [ 63 ]        |
| Jerusalem Film Festival                                       | 2022 | Melhor Filme Internacional                                 | Decision to Leave                | Indicado  | [ 64 ]        |
| Korean Association of Film Critics Awards                     | 2022 | Melhor Atriz                                               | Tang Wei                         | Venceu    | [ 65 ]        |
| Korean Association of Film Critics Awards                     | 2022 | Melhor Cinematografia                                      | Kim Ji-young                     | Venceu    | [ 65 ]        |
| Korean Association of Film Critics Awards                     | 2022 | Melhor Diretor                                             | Park Chan-wook                   | Venceu    | [ 65 ]        |
| Korean Association of Film Critics Awards                     | 2022 | Melhor Música                                              | Jo Yeong-wook                    | Venceu    | [ 65 ]        |
| Korean Association of Film Critics Awards                     | 2022 | Melhor Filme                                               | Decision to Leave                | Venceu    | [ 65 ]        |
| Korean Association of Film Critics Awards                     | 2022 | Melhor Roteiro                                             | Park Chan-wook, Jeong Seo-kyeong | Venceu    | [ 65 ]        |
| Korean Association of Film Critics Awards                     | 2022 | Korean Association of Film 10 selections of Kim Hyun-seung | Decision to Leave                | Venceu    | [ 65 ]        |
| Korean Film Producers Association Award                       | 2022 | Melhor Filme                                               | Decision to Leave                | Venceu    | [ 66 ]        |
| Korean Film Producers Association Award                       | 2022 | Melhor Roteiro                                             | Park Chan-wook, Jeong Seo-kyeong | Venceu    | [ 66 ]        |
| Korean Film Producers Association Award                       | 2022 | Melhor Atriz                                               | Tang Wei                         | Venceu    | [ 66 ]        |
| Korean Film Producers Association Award                       | 2022 | Melhor Atriz Coadjvuante                                   | Kim Shin-young                   | Venceu    | [ 66 ]        |
| Korean Film Producers Association Award                       | 2022 | Melhor Música e Iluminação                                 | Jo Yeong-wook, Shin Sang-yeol    | Venceu    | [ 66 ]        |
| LACMA Art + Film Gala                                         | 2022 | Art+Film Gala                                              | Park Chan-wook                   | Venceu    | [ 67 ]        |
| London Film Critics' Circle                                   | 2023 | Diretor do Ano                                             | Park Chan-wook                   | Indicado  | [ 68 ]        |
| London Film Critics' Circle                                   | 2023 | Filme do Ano                                               | Decision to Leave                | Indicado  | [ 68 ]        |
| London Film Critics' Circle                                   | 2023 | Filme Estrangeiro do Ano                                   | Decision to Leave                | Venceu    | [ 68 ]        |
| London Film Critics' Circle                                   | 2023 | Prêmio de Realização Técnica                               | Kim Ji-yong                      | Indicado  | [ 68 ]        |
| Miskolc International Film Festival                           | 2022 | Emeric Pressburger Prize                                   | Decision to Leave                | Indicado  | [ 69 ]        |
| National Board of Review                                      | 2022 | Top 5 filmes em língua estrangeira                         | Decision to Leave                | Venceu    | [ 70 ]        |
| National Society of Film Critics                              | 2023 | Melhor Cinematografia                                      | Kim Ji-yong                      | 3º Lugar  | [ 71 ]        |
| National Society of Film Critics                              | 2023 | Melhor Diretor                                             | Park Chan-wook                   | Vice      | [ 71 ]        |
| National Society of Film Critics                              | 2023 | Melhor Filme Internacional                                 | Decision to Leave                | 3º Lugar  | [ 71 ]        |
| New Mexico Critics Awards                                     | 2022 | Melhor Atriz Coadjuvante                                   | Tang Wei                         | Venceu    | [ 72 ]        |
| Oslo Films from the South Festival                            | 2022 | Silver Mirror                                              | Decision to Leave                | Indicado  | [ 73 ]        |
| San Diego Film Critics Society                                | 2023 | Melhor Filme Internacional                                 | Decision to Leave                | Indicado  | [ 74 ]        |
| San Francisco Bay Area Film Critics Circle                    | 2023 | Melhor Filme Internacional                                 | Decision to Leave                | Venceu    | [ 75 ]        |
| San Francisco Bay Area Film Critics Circle                    | 2023 | Melhor Cinematografia                                      | Kim Ji-yong                      | Indicado  | [ 75 ]        |
| Satellite Awards                                              | 2022 | Melhor Filme - Internacional                               | Decision to Leave                | Indicado  | [ 76 ]        |
| Seattle Film Critics Society                                  | 2023 | Melhor Cinematografia                                      | Kim Ji-yong                      | Indicado  | [ 77 ]        |
| Seattle Film Critics Society                                  | 2023 | Melhor Montagem                                            | Kim Sang-beom                    | Indicado  | [ 77 ]        |
| Seattle Film Critics Society                                  | 2023 | Melhor Filme em língua não inglesa                         | Decision to Leave                | Venceu    | [ 77 ]        |
| Seattle Film Critics Society                                  | 2023 | Melhor Filme                                               | Decision to Leave                | Indicado  | [ 77 ]        |
| Seattle Film Critics Society                                  | 2023 | Melhor Roteiro                                             | Park Chan-wook, Chung Seo-kyung  | Indicado  | [ 77 ]        |
| St. Louis Gateway Film Critics Association                    | 2022 | Best International Film                                    | Decision to Leave                | Venceu    | [ 78 ]        |
| St. Louis Gateway Film Critics Association                    | 2022 | Melhor Roteiro Original                                    | Park Chan-wook, Gong Seo-kyeong  | Indicado  | [ 78 ]        |
| Sunset Circle Awards                                          | 2022 | Melhor Atriz                                               | Tang Wei                         | Indicado  | [ 79 ]        |
| Sunset Circle Awards                                          | 2022 | Melhor Diretor                                             | Park Chan-wook                   | Indicado  | [ 79 ]        |
| Sunset Circle Awards                                          | 2022 | Melhor Montagem                                            | Kim Sang-beom                    | Indicado  | [ 79 ]        |
| Sunset Circle Awards                                          | 2022 | Melhor Roteiro                                             | Park Chan-wook, Jeong Seo-kyeong | Indicado  | [ 79 ]        |
| Sunset Circle Awards                                          | 2022 | Melhor Filme                                               | Decision to Leave                | Indicado  | [ 79 ]        |
| Sunset Circle Awards                                          | 2022 | Melhor Longa Estrangeiro                                   | Decision to Leave                | Vice      | [ 80 ]        |
| Toronto Film Critics Association                              | 2023 | Melhor Filme Internacional                                 | Decision to Leave                | Vice      | [ 81 ]        |
| Valladolid International Film Festival                        | 2022 | Prêmio José Salcedo de Melhor Montagem                     | Kim Sang-beom                    | Venceu    | [ 82 ]        |
| Valladolid International Film Festival                        | 2022 | Golden Spike (Melhor Filme)                                | Decision to Leave                | Indicado  | [ 82 ]        |
| Washington D.C. Area Film Critics Association                 | 2022 | Best International/Foreign Language Film                   | Decision to Leave                | Venceu    | [ 83 ]        |
| Women in Film Korea Festival                                  | 2022 | Melhor Roteiro                                             | Jeong Seo-kyeong                 | Venceu    | [ 84 ]        |

### Listagens
| Editora                | Ano  | Lista                               | Colocação | Ref.   |
| ---------------------- | ---- | ----------------------------------- | --------- | ------ |
| Polygon                | 2022 | The Best Movies of 2022             | 2.º       | [ 85 ] |
| IndieWire              | 2022 | The 25 Best Movies of 2022          | 5.º       | [ 86 ] |
| The New York Times     | 2022 | Best Movies of 2022                 | 8.º       | [ 87 ] |
| The Guardian           | 2022 | Best Movies of 2022 in the US       | 9.º       | [ 88 ] |
| The Independent        | 2022 | The Best Films of 2022, Ranked.     | 12.º      | [ 89 ] |
| Empire                 | 2022 | The Best Movies of 2022             | 17.º      | [ 90 ] |
| The Hollywood Reporter | 2022 | Critics Pick the Best Films of 2022 | 2.º       | [ 91 ] |